# Euxoamorpha mendosica
Euxoamorpha mendosica là một loài bướm đêm thuộc họ Noctuidae. Loài này có ở vùng Magallanes và Antartica Chilena của Chile và Andes và Aconcagua in Argentina.
Sải cánh dài khoảng 33 mm. Con trưởng thành bay từ tháng 11 đến tháng 2.